# Ardin (Harfe)
Ardin (hassania, DMG ardīn, Pl.: irdīwān) ist eine Winkelharfe, die in der westafrikanischen Sahara in Mauretanien traditionell von Frauen der Bidhan (Volksgruppe der Mauren) gespielt wird. Es ist die einzige noch gespielte Winkelharfe in Afrika, deren Bauform auf altägyptische Wurzeln zurückgeführt werden kann.

## Herkunft

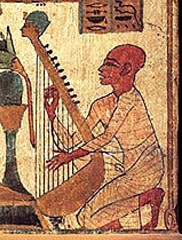
Altägyptische Sängerharfe der Dritten Zwischenzeit (1075–652 v. Chr.). Eine Bogenharfe, der Korpus ist aber wie bei einer großen Kelle stark abgewinkelt.

Die ältesten Harfen in Afrika sind in ihrer Grundform als Bogenharfen auf Wandmalereien in Grabkammern aus dem ägyptischen Alten Reich um 2500 v. Chr. zu sehen. Aus einem einzigen Stab bestehende Bogenharfen haben sich auf dem afrikanischen Kontinent hauptsächlich in Uganda und Zentralafrika erhalten, in Asien sind sie bis auf die burmesische saung gauk und die afghanische waji praktisch verschwunden.
Im Mittleren Reich (ab dem 16. Jahrhundert v. Chr.) kam die in Mesopotamien schon länger bekannte Winkelharfe hinzu. Bei dieser Form sind am Resonanzkörper zwei Holzstäbe in einem stumpfen Winkel miteinander verbunden, wodurch sich in der Dreiecksfläche dazwischen die Anzahl der Saiten gegenüber der Bogenharfe erhöhen lässt. Anstelle eines Resonanzkörpers können die Stäbe ausgehöhlt sein und als Klangverstärkung dienen.
Auf einer Sahara-Expedition entdeckte Henri Lhote 1956 im südalgerischen Gebirgsmassiv Tassili n'Ajjer eine Felsmalerei, die eine Winkelharfe mit sechs Saiten zeigt, deren Spieler auf einem niedrigen afrikanischen Schemel mit drei Beinen hockt. Die Szene in brauner Farbe vor gelblichem Hintergrund zeigt den Musiker im Profil mit dem Instrument in senkrechter Position, dessen dünner Hals (wie bei der abgebildeten ägyptischen Winkelharfe) seinem Oberkörper zugewandt ist. Rechts gegenüber sitzt eine zweite Person, die verschiedentlich als König, dem gerade vorgespielt wird, interpretiert wurde. Die einzige bekannte derartige Felsmalerei ist nur in einer Abzeichnung erhalten, weshalb ihre Echtheit schon angezweifelt wurde. Ihre Datierung erfolgt grob in die „Periode des Pferdes“, also 1500–500 v. Chr.
Ab dem 3. oder 4. Jahrhundert n. Chr. kamen die ersten Stammesgruppen der Sanhadscha aus dem Osten oder Nordosten in das Gebiet der westlichen Sahara und brachten außer Kamelen vermutlich auch die Vorformen der heutigen Musikinstrumente mit. Bis zur arabischen Eroberung und Islamisierung ab dem 8. Jahrhundert hatte sich die Kultur verschiedener Berberstämme südlich bis zum schwarzen Königreich von Gana ausgebreitet.
Die ardin hat als einzige Winkelharfe in Afrika mit altägyptischen Ursprung überlebt. Sie ist wie einige andere Musikinstrumente der Sahelzone und der westlichen Sahara nicht mit den Instrumenten der später eingeführten arabischen Musik verwandt. Die ardin wurde erstmals schriftlich 1685 in dem Bericht des französischen Reisenden Sieur de la Courbe erwähnt. Unabhängig von der historisch und geografisch isolierten ardin konzentrieren sich unterschiedliche Typen afrikanischer Bogenharfen wie die kundi, die ennanga und die adungu in einem Gebiet von Zentralafrika nördlich des Äquators.

## Bauform

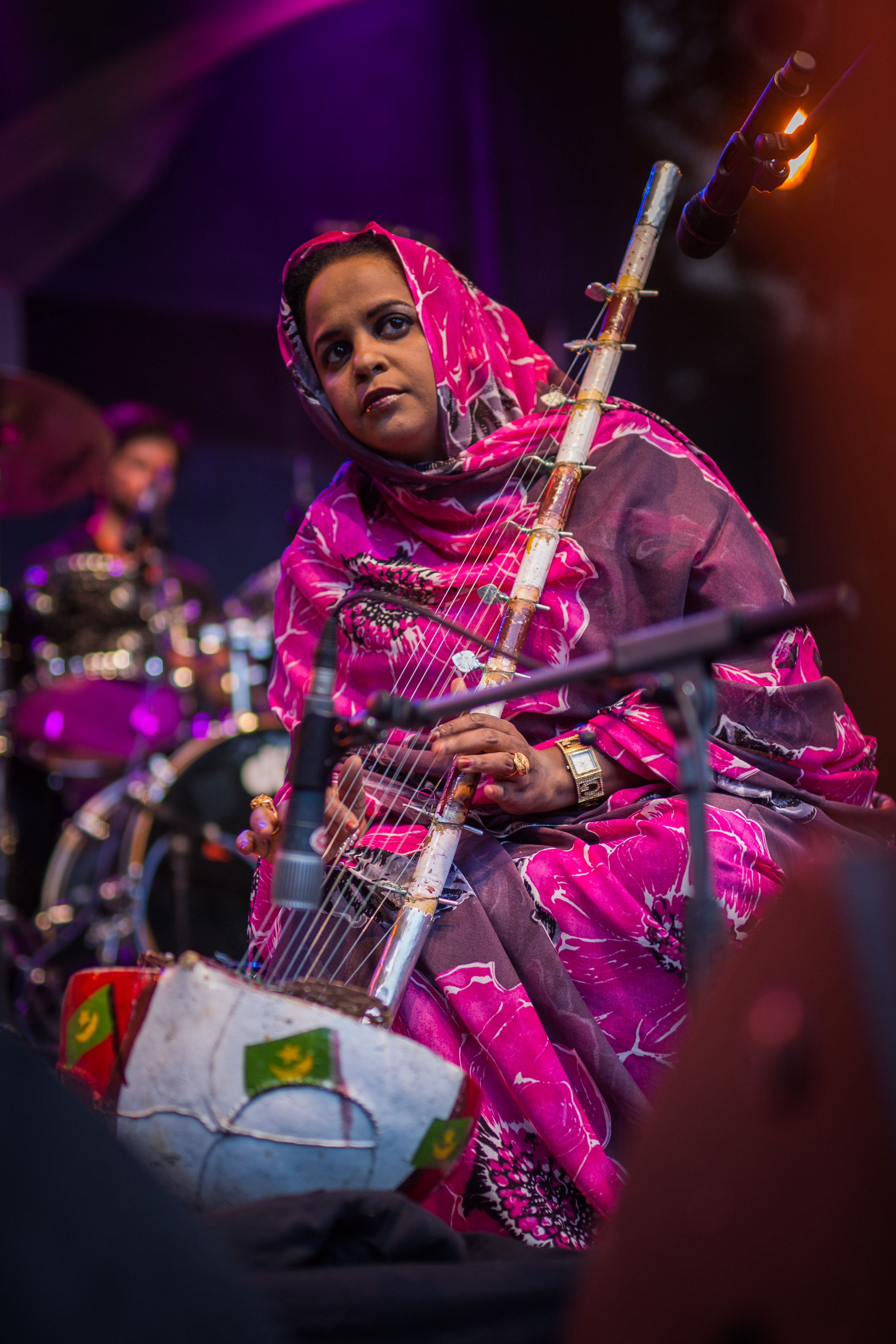
Noura Mint Seymali auf dem TFF Rudolstadt 2015

Der Korpus der ardin besteht aus einer der Länge nach hälftig aufgeschnittenen Kalebasse (laġšāša), an deren einem Ende ein über 100 Zentimeter langer Holzstock etwa senkrecht zur Schnittfläche herausragt. Dieser Hals (ʿamud) steht am Kalebassenboden auf und drückt gegen die Innenwand. Ein dünnerer Quersteg (tāmunānt) verläuft annähernd rechtwinklig dazu längs bis zum gegenüber liegenden Rand der Kalebassenschale. Die Resonanzdecke bildet eine entfettete, aber ungegerbte Tierhaut. In Wasser gelegt dehnt sich die Haut aus und kann in weichem Zustand aufgezogen und an den Rändern festgedrückt werden. Im Unterschied zu gegerbtem Leder schrumpft diese Rohhaut beim Trocknen und wird hart und fest. Hautstreifen dienen zudem dazu, den Quersteg an beiden Enden auf der Kalebasse festzuziehen. Nur die Zugkräfte der gespannten Saiten halten die Gesamtkonstruktion der beiden Stangen im Winkel. An den am stärksten beanspruchten Stellen werden die Ränder der Haut durch zusätzliche Flechtbänder verstärkt.
Die 10 bis 16, durchschnittlich 12 Saiten (la ʿṣab) bestanden früher aus Schafsdarm, heute sind sie überwiegend aus Nylon (Angelschnüre). Sie werden am Quersteg festgebunden und am langen Hals durch Holzdübel oder moderne Wirbel (debbūs) aus Metall befestigt, die in gebohrten Löchern stecken. Zwischen Resonanzdecke und Querholz wird ein Schwirrblech (ḥarba) gelegt, das für einen leicht scheppernden Klang sorgt. Dieses symmetrisch unter den Quersteg geschobene Blech besteht aus zwei runden Metallplatten, die über einen Streifen miteinander verbunden sind. In die beiden Scheiben sind oft geometrische und florale Ornamente eingeschnitten. Die Ränder sind durchbohrt und mit einem Kranz von kleinen Drahtringen behängt. Die Haut der ardin kann mit geometrischen Motiven bemalt sein, wie auch bei der seltener zu hörenden einsaitigen Spießgeige rbāb (ähnlich der marokkanischen ribab) und wie sie allgemein bei Lederarbeiten üblich sind.
In den schwarzafrikanischen Kulturen der Sahelzone sind Stegharfen wie die 21-saitige kora, die drei- bis viersaitige bolon und die seperewa weit verbreitet. Diese Instrumente werden auch „Harfenlauten“ genannt, weil wie bei Lauteninstrumenten die Saiten über einen senkrecht auf der Decke aufgestellten Steg führen. Sie sind mit den genannten altägyptischen Winkelharfen nicht verwandt und stellen eine eigene Entwicklung aus den Binnenspießlauten vom Typ der ngoni und der xalam dar; ihr Hals tritt nicht rechtwinklig aus dem Korpus, sondern verläuft wie bei den Spießlauten längs innerhalb desselben. Die meiste Ähnlichkeit besitzt die ardin mit einem Typ der afrikanischen Bogenharfen, der als „Löffel in der Tasse“ umschrieben wird. Der Hals liegt am Schalenrand und ragt bis zum Boden ins Innere. Als Beispiel sei die ennanga in Uganda genannt.

## Spielweise

Die ardin ist zusammen mit der einsaitigen Spießgeige rbāb auf der 100-Ouguiya-Banknote abgebildet

Träger der mauretanischen Musiktradition sind die Iggāwen (Sing. iggīw, allgemein Griots), professionelle Musiker, die früher in Diensten der herrschenden Aristokratenschicht (Kriegerkaste) standen und für sie Preislieder sangen. Die Musiktheorie wird mündlich weitergegeben, die von Männern gespielte Binnenspießlaute tidinit bildet hierfür den praktischen Rahmen. Die tidinit bietet musikalisch eine größere Variationsbreite als die ardin.
Bei Hochzeiten und anderen Festveranstaltungen begleiten sich üblicherweise Sänger auf der tidinit und Sängerinnen auf der ardin. Hinzu kommt die von Frauen gespielte Kesseltrommel t’bal und als weitere rhythmische Begleitung gelegentlich die Kalebassenrassel daghumma. Auch die ardin kann durch Schläge mit den Händen auf die Resonanzdecke als Rhythmusinstrument verwendet werden. Neben der Musik der Iggāwen gibt es in Mauretanien eine private Musik, die Frauen der oberen Schicht zur eigenen Unterhaltung pflegen. Die einfacheren und stetig wiederholten Melodieabschnitte werden meist nur von der t’bal rhythmisiert.
Die bekannteste mauretanische ardin-Spielerin und Sängerin ist Dimi Mint Abba, die außerhalb des Landes bekannt wurde, als sie 1977 den Umm-Kulthum-Gesangswettbewerb in Tunis gewann. 1990 nahm sie die erste internationale Studio-CD mit der Musik ihres Landes auf. Mehrere CD-Veröffentlichungen und Konzerttourneen machten ferner Malouma und Ooleya Mint Amartichitt international bekannt.